# Kutrit
Kutrit (ang. qutrit) – jednostka informacji kwantowej. Tak jak kubit jest analogią bitu, tak kutrit odpowiada tritowi. Kutrit jest 3-poziomowym systemem z trzema bazowymi stanami, które są często oznaczane {\displaystyle |0\rangle ,} {\displaystyle |1\rangle } i {\displaystyle |2\rangle .} Kutrit, tak jak kubit, potrafi przyjmować superpozycję kilku stanów bazowych jednocześnie. Zatem łańcuch {\displaystyle n} kutritów może przyjąć {\displaystyle 3^{n}} unikatowych stanów w tym samym momencie.
Skoro stany bazowe w systemie kwantowym muszą być ortogonalne, aby było można je było rozróżnić, stany bazowe kutrita również muszą być ortogonalne. W wypadku kutritów jest potrzebna przestrzeń Hilberta {\displaystyle H_{3},} aby określić bazę.
Kutrit to stan kwantowy, który jest superpozycję trzech ortogonalnych stanów bazowych:
{\displaystyle |\psi \rangle =\alpha |0\rangle +\beta |1\rangle +\gamma |2\rangle .}